# King Follett
King Follett (ur. 24 lub 26 lipca 1788, zm. 9 marca 1844 w Nauvoo) – amerykański rolnik i policjant, jedna z postaci historii ruchu świętych w dniach ostatnich (mormonów). Potomek rodziny osiadłej w Ameryce Północnej w pierwszej połowie XVII wieku, jeden z wczesnych członków Kościoła Jezusa Chrystusa Świętych w Dniach Ostatnich. Uczestnik pierwszych mormońskich migracji oraz konfrontacji ze społeczeństwem amerykańskim. Jako ostatni święty w dniach ostatnich został zwolniony z więzienia w Missouri, w październiku 1839. Ochroniarz i bliski przyjaciel Josepha Smitha. Życie i przykład Folletta posłużyły mormońskiemu przywódcy za przyczynek do wygłoszenia kazania uznawanego za najpełniejszy zarys jego poglądów teologicznych.

## Życiorys

### Pochodzenie
Z uwagi na ogromną wagę przywiązywaną do rodowodu w kulturze świętych w dniach ostatnich przodkowie Folletta są dosyć dobrze znani. Pierwszy Follett, którego ślad odszukać można w archiwach na kontynencie amerykańskim, to John, wzmiankowany w 1640. Kolejny to Robert, utrwalony w dokumentach w 1655, w związku z zawarciem przezeń związku małżeńskiego z Persis Black. To właśnie od niego wywodzili się bezpośredni przodkowie Kinga Folletta, jego prapradziadek John (1669–ok. 1718), pradziadek John (1695–1747) oraz dziadek, także John (1727–ok. 1818). Ojciec Folletta, również noszący tradycyjne rodzinne imię John (1752–1829), jako młody człowiek brał udział w amerykańskiej wojnie o niepodległość. Za miasto, z którego cała rodzina wywodzi się w kontekście północnoamerykańskim, można uznać Salem w dzisiejszym stanie Massachusetts.

### Kontekst społeczny i kulturowy
Kontekst rodzinny Kinga Folletta jest ważny nie tylko dla umiejscowienia go chociażby w regionalnym krajobrazie młodej, od niedawna dopiero niepodległej republiki. Follett wychował się bowiem w środowisku wielodzietnym, nawet jak na standardy typowe dla wciąż ubogiego i wciąż w większości rolniczego społeczeństwa wczesnych Stanów Zjednoczonych. Miał około 20 braci i sióstr, tak rodzonych, jak i przyrodnich. Czyniło to z mormonizmu tradycję szczególnie atrakcyjną dla Folletta. W religii tej bowiem rodzina stanowi centralny element całego systemu wierzeń. Jest również podstawową i jedyną jednostką, w której osiąga się wywyższenie, ostateczny cel doświadczenia religijnego dla każdego pobożnego świętego w dniach ostatnich.
Równie ważne w zrozumieniu Folletta jest to, iż nie pozostawił on po sobie ani dzienników, ani listów. Nie zachowały się też ani żadne jego zdjęcia, ani przedstawiające go obrazy, w przeciwieństwie do innych, bardziej rozpoznawalnych i szerzej znanych świętych w dniach ostatnich z początkowego okresu mormońskiej historii. Jedynymi przedmiotami bezpośrednio z nim związanymi, zachowanymi do czasów współczesnych, są trzy dokumenty z jego podpisem. Przechowuje je Biblioteka Historii Kościoła w Salt Lake City.

### Życie i działalność do 1831
King Follett przyszedł na świat jako dziecko Johna Folletta i Hannah Oak (Oake) Alexander. Był ich trzecim synem. W źródłach istnieją pewne rozbieżności co do jego miejsca urodzenia. Część z nich podaje, iż miało to miejsce w Winchester w stanie New Hampshire. Inne natomiast przekazują jedynie oględnie, że urodził się w Vermoncie. Sprzeczność tę można najprawdopodobniej wyjaśnić tym, że w latach 70. XVIII wieku mieszkańcy Winchester opowiedzieli się przeciwko przyłączeniu swego miasteczka do Vermontu. Decyzja ta zbiegła się w czasie z przybyciem rodziny Follettów w te okolice. Nietypowe imię zostało mu nadane na cześć rodziny zaprzyjaźnionej z jego rodzicami.
Na temat jego życia i aktywności do momentu, w którym związał się z mormonizmem, w zasadzie niewiele wiadomo. Źródła nie przekazują przykładowo ani daty pierwszego chrztu Kinga Folletta, ani też dat chrzcin jego rodzeństwa urodzonego przed 1790. Wiadomo wprawdzie, że od wczesnego dzieciństwa pracował na roli, ale już poziom odebranej przez niego formalnej edukacji pozostaje obiektem przypuszczeń i domniemań. Nie zachowało się też zbyt wiele informacji na temat jego pierwotnej przynależności religijnej. Można niemniej stwierdzić, że rodzina związana była z kongregacjonalistami. Bezpośrednio przed przejściem na mormonizm Follett należał do Kościoła Episkopalno-Metodystycznego.

### W Kościele Jezusa Chrystusa Świętych w Dniach Ostatnich
King Follett stał się członkiem Kościoła Jezusa Chrystusa Świętych w Dniach Ostatnich niedługo po formalnym zorganizowaniu tej wspólnoty religijnej. Prawdopodobnie, jak wielu współczesnych sobie świętych w dniach ostatnich był rozczarowany tradycyjnymi wyznaniami chrześcijańskimi. Ochrzczony został wiosną 1831. Należał do gminy Kościoła w hrabstwie Jackson w stanie Missouri, związanej z rodziną Whitmerów (ok. 1833).
Podobnie jak zdecydowana większość wczesnych nawróconych na mormonizm silnie związał się ze swą nową religią. Uczestniczył we wczesnych mormońskich migracjach, w związku z nimi pomieszkiwał kolejno w hrabstwie Clay w Missouri (od 1833), następnie zaś na terenach należących do utworzonego w 1836 hrabstwa Caldwell (od 1835). Brał udział w stopniowo tworzącej się kulturze rytualnej mormonizmu. 16 grudnia 1835 otrzymał chociażby swoje błogosławieństwo patriarchalne. Nie zachowało się ono wszakże w archiwach kościelnych. Błogosławieństwo patriarchalne jest w mormońskiej tradycji świętym tekstem zawierającym pouczenia i obietnice dla godnego ich wiernego. Ma naśladować błogosławieństwa, którymi starotestamentalny Jakub obdarzył swych synów.
King Follett szybko został włączony w hierarchiczne struktury młodego Kościoła. Były one niemal od początku osadzone w swoiście rozumianym w mormońskiej teologii kapłaństwie. Wyświęcony 28 stycznia 1836 na starszego w Kirtland w stanie Ohio, a w okolicach kwietnia 1837 najprawdopodobniej na wyższego kapłana. W źródłach pojawiają się również informacje o jego wyświęceniu na siedemdziesiątego, które miało nastąpić w okolicach kwietnia 1836. Brał udział w walkach między mormońskimi osadnikami a milicjami stanowymi Missouri. Po ich zakończeniu został osadzony w więzieniach w Richmond oraz w Columbii. Zwolniony jako ostatni święty w dniach ostatnich przetrzymywany w więzieniach w Missouri. Wyszedł na wolność w październiku 1839. Osiadł następnie w Illinois (1839).
W tym też stanie podjął pracę w policji zdominowanego przez swych współwyznawców hrabstwa Hancock. Wspomagał budowę świątyni mormońskiej w Nauvoo, jak również świątyni masońskiej w tym samym mieście. Prawdopodobnie posługiwał także na krótkoterminowych misjach. Wstąpił jednocześnie do mormońskiej milicji Nauvoo Legion. Otrzymał w niej stopień kapitana (16 października 1841). Podobnie jak wielu świętych w dniach ostatnich w początkowym okresie funkcjonowania Kościoła był wolnomularzem. Był również bliskim przyjacielem Josepha Smitha, prezydenta Kościoła oraz twórcy ruchu świętych w dniach ostatnich. Wykonywał też obowiązki jego ochroniarza, współpracując w tym zakresie choćby z George’em A. Smithem, członkiem Kworum Dwunastu Apostołów. Pod koniec życia jego sytuacja materialna była relatywnie stabilna. Zgodnie z danymi za 1842 posiadał dobra o łącznej wartości 163 dolarów, co czyniło go jednym z zamożniejszych świętych w dniach ostatnich zamieszkujących ówczesne Nauvoo.

### Śmierć i pochówek
King Follett zakończył życie w Nauvoo. Przyczyną zgonu były obrażenia odniesione przezeń w wypadku przy wykopywaniu studni z 27 lutego 1844. Zgodnie z relacjami świadków Follett wykładał cegłami wydrążony otwór, otrzymując przy tym materiał najprawdopodobniej w sporych rozmiarów wiadrze z dębowych klepek. W pewnym momencie sznur, na którym spuszczano wiadro, zerwał się, w wyniku czego King Follett został zasypany przez cegły, ziemię oraz odłamki skalne. Został wydobyty z dołu, w którym spoczywał, a następnie przeniesiony do swego domu. W nim też zmarł jedenaście dni później.
Pochowany został 10 marca 1844 na należącym do Kościoła Jezusa Chrystusa Świętych w Dniach Ostatnich cmentarzu miejskim. W zależności od źródła nosił on nazwę Parley Street Cemetery, Pioneer Cemetery, Old Pioneer Cemetery lub Old Nauvoo Burial Grounds. Pogrzeb zawierał liczne odwołania do ceremoniału masońskiego, a w przygotowaniu ciała do pochówku pomagali członkowie macierzystej loży Folletta. Sformowana procesja żałobna przybrała dość znaczące rozmiary, kondukt mógł mieć długość przeszło jednego kilometra. Głęboko zakorzeniona w mormońskiej świadomości tradycja wskazuje, że podczas pogrzebu jednym z mówców był żegnający przyjaciela Joseph Smith. Przekonanie to jest jednak najprawdopodobniej błędne i nie wynika jednoznacznie z dostępnych źródeł.

## Życie prywatne i rodzina
W 1815 lub 1816 w nowojorskim hrabstwie St. Lawrence poślubił Louisę Tanner. Doczekał się z nią dziewięciorga dzieci. Były to kolejno Adeline (1818–1884), John (1819–ok. 1849), Nancy M. (1823–1874), Edward (1821–ok. 1827), William Alexander, Emily (ok. 1829), Mary (ok. 1831), Edward Moroni (Marion, 1833–1892) oraz Warren King (1838–1897). Tylko jedno z nich, William Alexander Follett (1825–1885), dołączyło do migracji świętych w dniach ostatnich na zachód, na tereny należące do dzisiejszego stanu Utah. Wdowa po Kingu Follecie najprawdopodobniej krytycznie oceniała przywódców kierujących Kościołem Jezusa Chrystusa Świętych w Dniach Ostatnich bezpośrednio po zamordowaniu Josepha Smitha w czerwcu 1844. Możliwe, iż miała kontakt z kutlerytami, grupą mormońską uznającą Alpheusa Cutlera za prawowitego następcę Smitha. 6 lipca 1863 została ochrzczona w Zreorganizowanym Kościele Jezusa Chrystusa Świętych w Dniach Ostatnich. W tejże też denominacji, uznającej Josepha Smitha III za przywódcę oraz proroka, pozostała do śmierci w 1891.

## Miejsce w mormońskiej refleksji teologicznej oraz pamięci zbiorowej
King Follett na trwale zapisał się w pamięci zbiorowej świętych w dniach ostatnich. Jako jeden z wczesnych członków Kościoła miał swój wkład w tworzenie się tak zrębów organizacyjnych wspólnoty, jak i w stopniowe wykształcenie się jej kulturowej odrębności. Pamiętany jest jednak nade wszystko dzięki kazaniu wygłoszonemu przez Smitha ku jego pamięci 7 kwietnia 1844, podczas konferencji generalnej Kościoła. Tekst ten poświęcony jest głównie naturze Boga. Uznaje się go za najpełniejszy zarys poglądów teologicznych pierwszego mormońskiego przywódcy.
Wokół wspomnianego powyżej kazania narosła przez dekady bardzo obszerna literatura. Znalazł w niej swoje miejsce również i sam King Follett. Joseph Smith doprowadził bowiem w tym wystąpieniu do logicznego końca swoje sygnalizowane od lat przeświadczenie o nadzwyczajnym potencjale człowieka. Uczynił to posługując się właśnie przykładem Folletta. Wskazał, że jego życie, zwyczajne i skupione na wypełnianiu codziennych obowiązków, poświęcone posłudze we wspólnocie oraz skoncentrowane na własnej rodzinie, stanowiło w istocie godny do naśladowania wzorzec. Zgon Kinga posłużył mu tym samym za pretekst do uczynienia z przeciętnego, choć prawego życia w zasadzie pewnej recepty – na osiągnięcie przez jednostkę dosłownej boskości.